# Nuoto ai Giochi della XIX Olimpiade - 200 metri farfalla femminili
La competizione dei 200 metri farfalla femminili di nuoto ai Giochi della XIX Olimpiade si è svolta il 24 ottobre 1968 alla Piscina Olímpica Francisco Márquez di Città del Messico.

## Programma
| Data            | Round      | Note                           |
| --------------- | ---------- | ------------------------------ |
| 24 ottobre 1968 | 4 Batterie | I migliori 8 tempi alla finale |
| 24 ottobre      | Finale     |                                |

## Risultati

### Batterie
| Pos. | Atleta             | Nazione       | Totale | Pos F |
| ---- | ------------------ | ------------- | ------ | ----- |
| 1    | Diane Giebel       | Stati Uniti   | 2'33"0 | 6 Q   |
| 2    | Yasuko Fujii       | Giappone      | 2'33"4 | 7 Q   |
| 3    | Margaret Auton     | Gran Bretagna | 2'33"6 | 8 Q   |
| 4    | Sandra Whittleston | Nuova Zelanda | 2'39"7 | 11    |
| 5    | Carmen Gómez       | Colombia      | 2'44"7 | 19    |

| Pos. | Atleta           | Nazione     | Totale | Pos F |
| ---- | ---------------- | ----------- | ------ | ----- |
| 1    | Ellie Daniel     | Stati Uniti | 2'29"4 | 3 Q   |
| 2    | Vivienne Smith   | Irlanda     | 2'39"7 | 11    |
| 3    | Jeanne Warren    | Canada      | 2'40"7 | 13    |
| 4    | Lyn McClements   | Australia   | 2'40"7 | 14    |
| 5    | Lotten Andersson | Svezia      | 2'42"1 | 16    |
| 6    | Lidia Ramírez    | Messico     | 2'42"1 | 16    |

| Pos. | Atleta              | Nazione        | Totale | Pos F |
| ---- | ------------------- | -------------- | ------ | ----- |
| 1    | Toni Hewitt         | Stati Uniti    | 2'29"1 | 2 Q   |
| 2    | Heike Hustede-Nagel | Germania Ovest | 2'32"1 | 5 Q   |
| 3    | Christine Strübing  | Germania Est   | 2'39"0 | 10    |
| 4    | Nam Sang-Nam        | Corea del Sud  | 2'58"6 | 21    |

| Pos. | Atleta              | Nazione          | Totale | Pos F |
| ---- | ------------------- | ---------------- | ------ | ----- |
| 1    | Ada Kok             | Paesi Bassi      | 2'26"3 | 1 Q   |
| 2    | Helga Lindner       | Germania Est     | 2'29"4 | 3 Q   |
| 3    | Tat'jana Dev"jatova | Unione Sovietica | 2'34"7 | 9     |
| 4    | Marilyn Corson      | Canada           | 2'41"8 | 15    |
| 5    | Pauline Gray        | Australia        | 2'43"6 | 18    |
| 6    | Kristina Moir       | Porto Rico       | 2'51"1 | 20    |

### Finale
| Pos.    | Atleta              | Nazione        | Totale | Nota            |
| ------- | ------------------- | -------------- | ------ | --------------- |
| Oro     | Ada Kok             | Paesi Bassi    | 2'24"7 | Record olimpico |
| Argento | Helga Lindner       | Germania Est   | 2'24"8 |                 |
| Bronzo  | Ellie Daniel        | Stati Uniti    | 2'25"9 |                 |
| 4       | Toni Hewitt         | Stati Uniti    | 2'26"2 |                 |
| 5       | Heike Hustede-Nagel | Germania Ovest | 2'27"9 |                 |
| 6       | Diane Giebel        | Stati Uniti    | 2'31"7 |                 |
| 7       | Margaret Auton      | Gran Bretagna  | 2'33"2 |                 |
| 8       | Yasuko Fujii        | Giappone       | 2'34"3 |                 |